# Stigen, Uddevalla kommun
Stigen är en bebyggelse väster om E6 vid kusten i Forshälla socken i Uddevalla kommun. Från 2015 till 2023 avgränsade SCB här en småort. Vid avgränsningen 2023 klassades området som en del av tätorten Sjöskogen och Strand